# Windsor (Nowa Południowa Walia)
Windsor – miejscowość w Australii, w stanie Nowa Południowa Walia, na przedmieściach Sydney, nad rzeką Hawkesbury.

## Zabytki
- kościół anglikański pw. św. Mateusza, zaprojektowany przez Francisa Greenwaya;
- Macquarie Arms Hotel – najstarszy hotel w Australii[1].

## Galeria

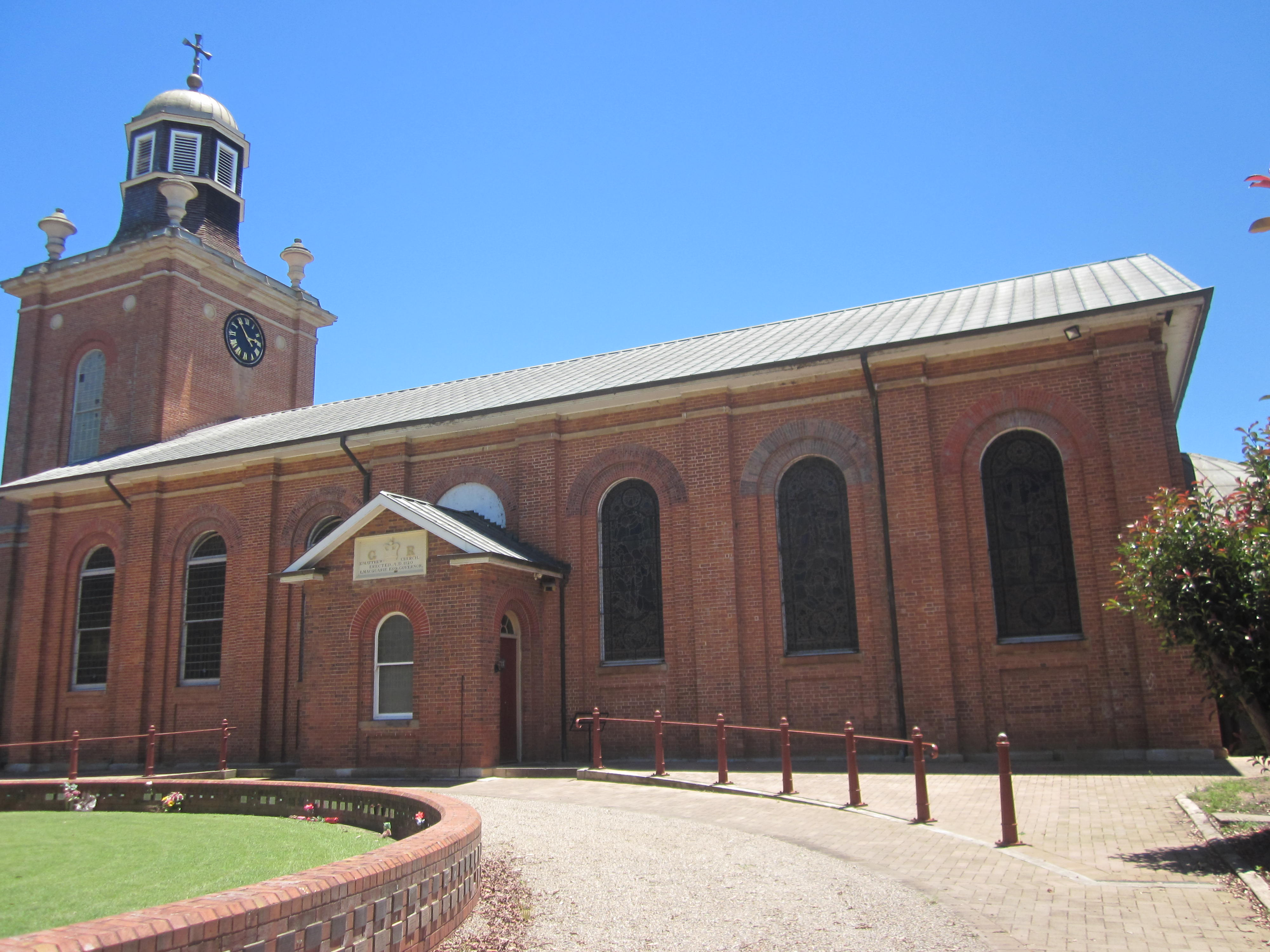
Kościół pw. św. Mateusza
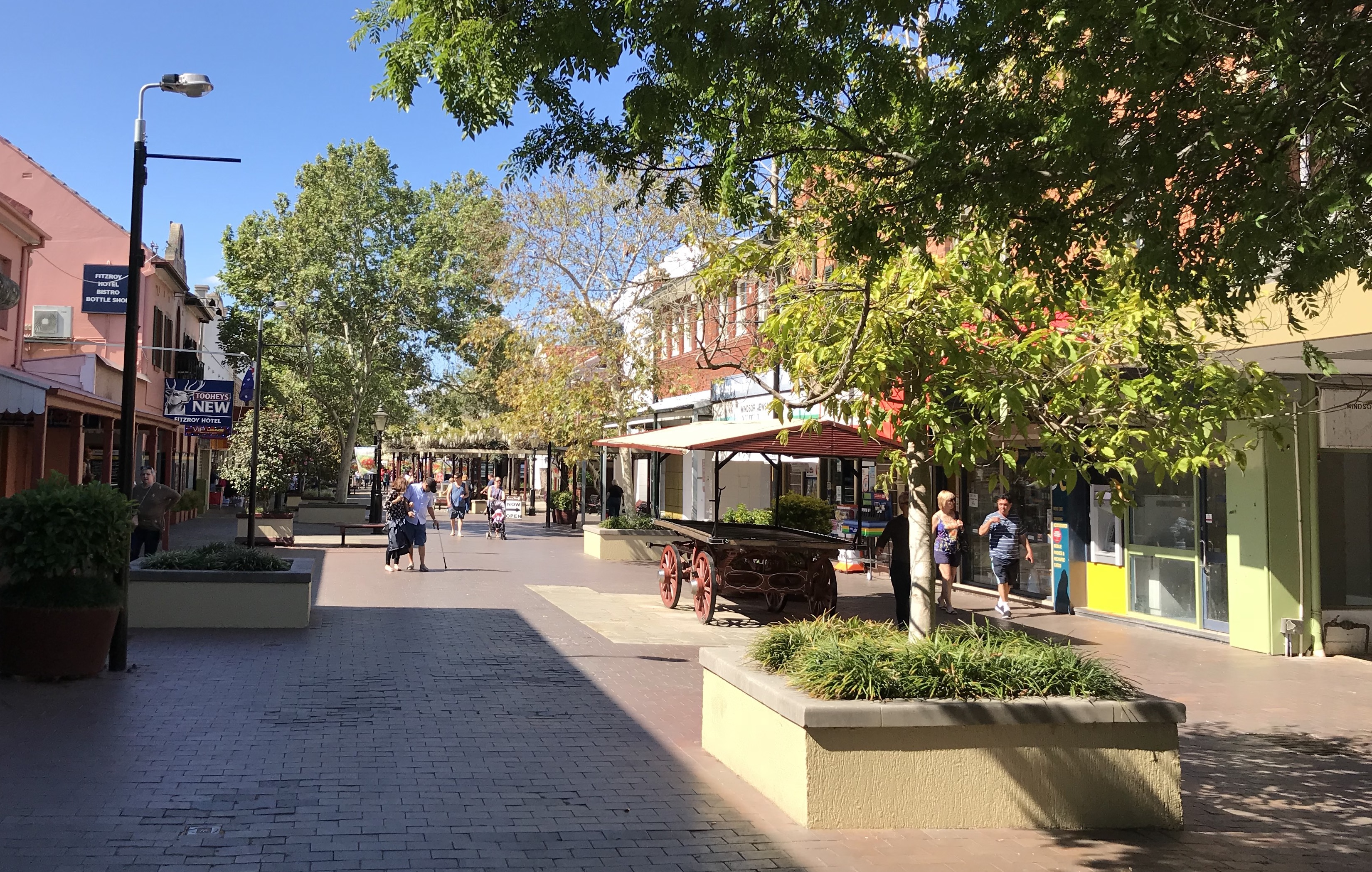
George Street
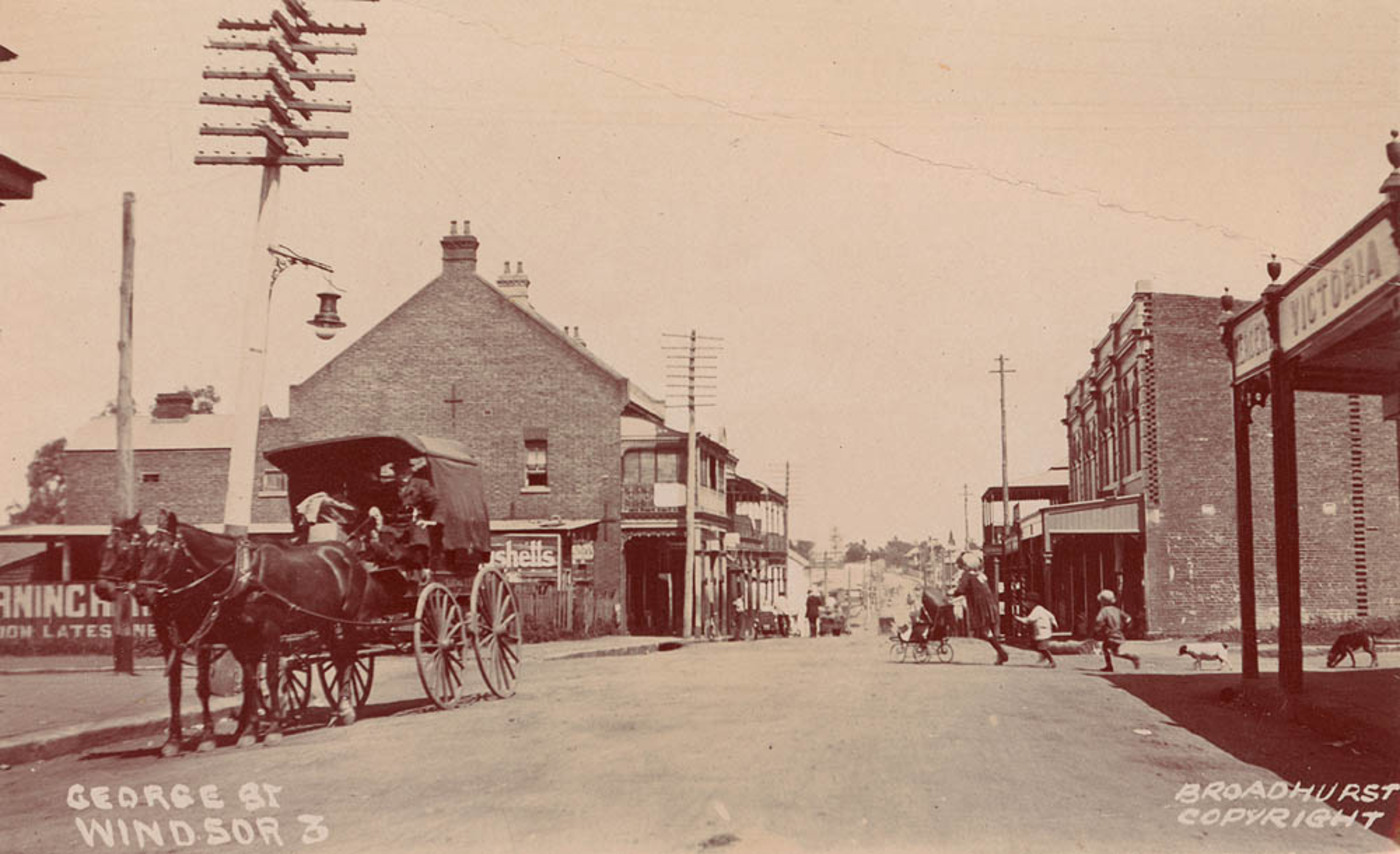
Widok ulicy z początku XX wieku
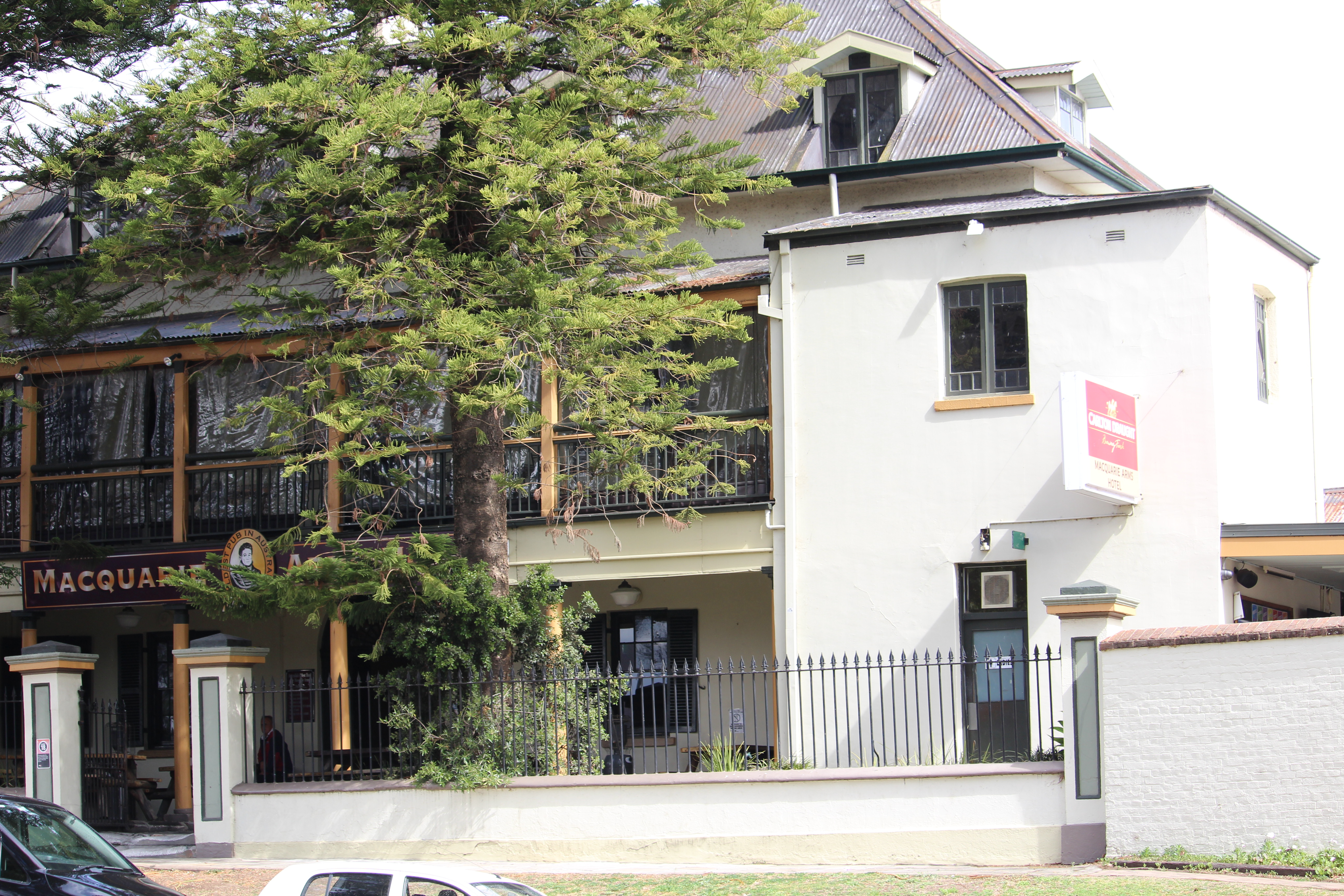
Macquarie Arms Hotel